# 杨树口村
杨树口村是安徽省霍山县东西溪乡下辖的一个村级行政单位，位于霍山县东南部，江淮分水岭地带。

## 历史沿革
杨树口村于2004年10月霍山县村级规模调整中由杨树口、潘家山两村合并而成，由境内童杨路两棵大杨树而得名。

## 行政区划
杨树口村下辖23个村民组。
- 杨树口、夏家岭、武昌庙、朝阳、巴斗冲、彭家湾、刘家湾、长院、团院、瓦屋冲、蒋家湾、水口、黄家岭、严家湾、石郎、横排、潘家山、白果树、庙前、坳口外、长湾、潘长院、潘团院[1]

## 地理位置
杨树口村位于霍山县边境地带，是三县（霍山县、舒城县、岳西县）一区（六安市金安区）的结合部。